# Mistrzostwa NCAA Division III w Zapasach w 2018
Mistrzostwa NCAA Division III w zapasach w 2018 roku rozegrane zostały w Cleveland w dniach 9–10 marca. Zawody odbyły się w Public Hall.
- Outstanding Wrestler – Lucas Jeske

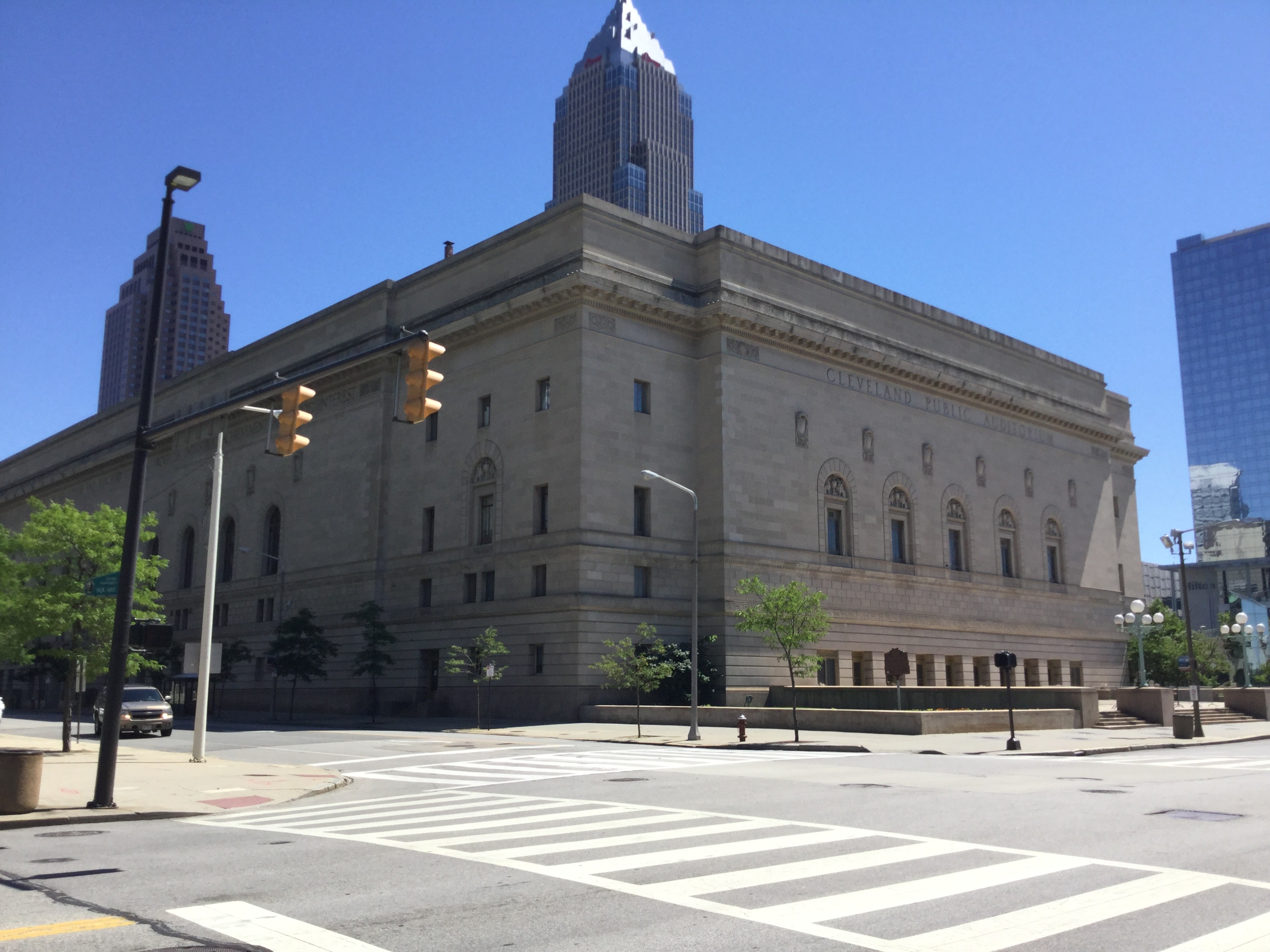

Punkty zdobyło 51 drużyn.

## Wyniki

### Drużynowo
| Kolejność | Szkoła                            | Zespół        |
| --------- | --------------------------------- | ------------- |
| 1.        | Wartburg College                  | Knights       |
| 2.        | Augsburg University               | Auggies       |
| 3.        | Ithaca College                    | Bombers       |
| 4.        | Stevens Institute of Technology   | Ducks         |
| 5.        | Wabash College                    | Little Giants |
| 6.        | Johnson & Wales University        | Wildcats      |
| 7.        | University of Wisconsin–La Crosse | Eagles        |
| 8.        | Messiah College                   | Falcons       |

### All American

#### 125 lb
| Lp. | Zawodnik          | Szkoła               |
| --- | ----------------- | -------------------- |
| 1.  | Jay Albis         | Johnson & Wales      |
| 2.  | Carlos Fuentez    | Wheaton              |
| 3.  | Mike Tortorice    | Wisconsin–Whitewater |
| 4.  | Jonathan Haas     | Brockport            |
| 5.  | Nick Mancini      | Mount Union          |
| 6.  | CJ Pestano        | Central              |
| 7.  | Ferdinand Mase    | Ithaca               |
| 8.  | Christopher Doyle | Baldwin Wallace      |

#### 133 lb
| Lp. | Zawodnik      | Szkoła            |
| --- | ------------- | ----------------- |
| 1.  | Brock Rathbun | Wartburg          |
| 2.  | Sam Bennyhoff | Augsburg          |
| 3.  | Troy Stanich  | Stevens Institute |
| 4.  | Austin Sisco  | Oneonta State     |
| 5.  | Anthony Munoz | Elmhurst          |
| 6.  | Joao Vicente  | Johnson & Wales   |
| 7.  | Owen McClave  | Coast Guard       |
| 8.  | Brenden Velez | Delaware          |

#### 141 lb
| Lp. | Zawodnik        | Szkoła            |
| --- | --------------- | ----------------- |
| 1.  | Ben Brisman     | Ithaca            |
| 2.  | Brett Kaliner   | Stevens Institute |
| 3.  | Chris Williams  | Millikin          |
| 4.  | Joseph Ghione   | Elizabethtown     |
| 5.  | Josh Martin     | Cornell           |
| 6.  | Brendan Ladd    | Alma              |
| 7.  | Jimmy McAuliffe | Elmhurst          |
| 8.  | Joseph Ferinde  | Johnson & Wales   |

#### 149 lb
| Lp. | Zawodnik       | Szkoła    |
| --- | -------------- | --------- |
| 1.  | Cross Cannone  | Wartburg  |
| 2.  | Gregory Warner | York      |
| 3.  | Austin Bethel  | Wabash    |
| 4.  | Evan Drill     | New York  |
| 5.  | Alex Wilson    | Augsburg  |
| 6.  | Sean Peacock   | Brockport |
| 7.  | Bradan Birt    | Millikin  |
| 8.  | Trevor Corl    | Lycoming  |

#### 157 lb
| Lp. | Zawodnik         | Szkoła            |
| --- | ---------------- | ----------------- |
| 1.  | Ryan Epps        | Augsburg          |
| 2.  | Logan Thomsen    | Wartburg          |
| 3.  | Cole Erickson    | Coe               |
| 4.  | Zach Wilhelm     | Stevens Institute |
| 5.  | Mark Choinski    | Wisconsin–Oshkosh |
| 6.  | Kevin Edwards    | Messiah           |
| 7.  | Raymond Jazikoff | New York          |
| 8.  | Kyle Hatch       | Wabash            |

#### 165 lb
| Lp. | Zawodnik       | Szkoła          |
| --- | -------------- | --------------- |
| 1.  | Lucas Jeske    | Augsburg        |
| 2.  | Nick Velez     | Ithaca          |
| 3.  | Anthony Arroyo | Baldwin Wallace |
| 4.  | Frank Aiello   | Wheaton         |
| 5.  | Nick Remke     | Coast Guard     |
| 6.  | Jeff Hojnacki  | Messiah         |
| 7.  | Ben Hewson     | Cornell         |
| 8.  | Mike Ross      | Wartburg        |

#### 174 lb
| Lp. | Zawodnik      | Szkoła                |
| --- | ------------- | --------------------- |
| 1.  | Jairod James  | Mount Union           |
| 2.  | Jon Goetz     | Wisconsin–Platteville |
| 3.  | Eric Devos    | Wartburg              |
| 4.  | Darden Schurg | Wabash                |
| 5.  | Ben Swarr     | Messiah               |
| 6.  | Sawyer Massie | Wisconsin–La Crosse   |
| 7.  | Tanner Vassar | Augsburg              |
| 8.  | Jake Voss     | Coe                   |

#### 184 lb
| Lp. | Zawodnik         | Szkoła                  |
| --- | ---------------- | ----------------------- |
| 1.  | Jordan Newman    | Wisconsin–Whitewater    |
| 2.  | Tyler Lutes      | Wartburg                |
| 3.  | Jake Ashcraft    | Ithaca                  |
| 4.  | John Boyle       | Western New England     |
| 5.  | Christos Giatras | Augustana               |
| 6.  | Dan Squires      | Wisconsin–Stevens Point |
| 7.  | Keajion Jennings | Millikin                |
| 8.  | Khamri Thomas    | Johnson & Wales         |

#### 197 lb
| Lp. | Zawodnik        | Szkoła                  |
| --- | --------------- | ----------------------- |
| 1.  | Kyle Fank       | Wartburg                |
| 2.  | Guy Patron      | Loras                   |
| 3.  | Wesley Schultz  | Wisconsin–La Crosse     |
| 4.  | Andrew Holladay | Coe                     |
| 5.  | Etiini Udott    | Centenary               |
| 6.  | Triston Engle   | Brockport               |
| 7.  | Dylan Diebitz   | Wisconsin–Stevens Point |
| 8.  | Devon Carrillo  | Wesleyan                |

#### 285 lb
| Lp. | Zawodnik       | Szkoła              |
| --- | -------------- | ------------------- |
| 1.  | Jacob Evans    | Waynesburg          |
| 2.  | James Bethel   | Oneonta State       |
| 3.  | Isaiah Bellamy | Wesleyan            |
| 4.  | Lance Evans    | Wartburg            |
| 5.  | Jake O’Brien   | Ithaca              |
| 6.  | Konrad Ernst   | Wisconsin–La Crosse |
| 7.  | Austin Bellile | MSOE                |
| 8.  | Tyler Ortmann  | Cornell             |